# Prolegómenos
Prolegômenos (português brasileiro) ou prolegómenos (português europeu) (em grego:  προλεγόμενα, transl.: prolegómena, de em grego:  προλέγω, transl.: prolégo, «dizer antes») são a exposição preliminar dos princípios ou proposições fundamentais de uma doutrina ou de uma disciplina, cujo conteúdo será desenvolvido de maneira sistemática posteriormente, seja no corpo da mesma obra, seja noutro volume. De forma genérica, prolegômenos são a introdução a um tema que será tratado em sua essência logo em seguida, como uma abordagem preparatória para que se possa compreender melhor o assunto numa exploração posterior.
A finalidade do prolegômeno não é chegar à conclusão de um assunto, mas determinar quais são os pressupostos básicos que vão determinar a conclusão de um estudo.
Numa interpretação mais ampla e geral, prolegômeno é a base da ciência e da cultura: O objeto, os objetivos e a natureza da ciência e da cultura são elementos do prolegómeno como também a produção literária e a reprodução dos pensamentos e das ideias. A utilização de ferramentas da sabedoria, como a análise, a classificação e a sistematização fazem parte do prolegômeno.

## Teologia cristã
No Cristianismo, os prolegômenos (ou teologia fundamental) estudam e introduzem os princípios primários, básicos e fundamentais de toda a teologia cristã.